# 大曲臨時乘降場 (幌加內町)
大曲臨時乘降場（日语：／ Omagari Kari-jōkō-ba */?）是位於北海道雨龍郡幌加內町字大曲，日本國有鐵道（國鐵）的深名線臨時乘降場（廢站）。由於使用人次減少，於1976年（昭和51年）2月1日廢站。

## 歷史
在1951年（昭和26年）最頂盛時期，大曲村落居住了360人，當時使用鐵路巴士時期設置了此乘降場。後來由於離農等原因使人口慢慢減少，人口少至在行政上需要被添牛內地區合併。而使用人次也由於較少，因此而把乘降場廢除。
- 1955年（昭和30年）8月20日 - 臨時乘降場啟用（鐵道管理局（日语：鉄道管理局）設定）[2]。
- 1976年（昭和51年）2月1日 - 廢除[2]。

### 臨時乘降場名的由來
乘降場附近的雨龍川設有大彎（曲），因而得名。

## 臨時乘降場構造
截至臨時乘降場廢除前，車站是一座地面車站，設有1面1線的單式月台。朱鞠內方向的列車會開啟右邊車門，月台中央旁設有候車室。月台出入口位於朱鞠內一方，在現時國道建成前，舊國道設有小徑穿過田野前往乘降場。

## 乘降場周邊
- 國道275號
- JR北海道巴士深名線（日语：深名線 (ジェイ・アール北海道バス)）「大曲」巴士站

## 現況
在乘降場廢除時，所有設施均撤走，沒有痕蹟。

## 相鄰車站
日本國有鐵道
深名線
添牛內－大曲－共榮

## 注腳
1. ↑  新幌加內町史 2008年3月發行，P207。
2. 1 2  《停車場変遷大事典 国鉄・JR編 II》1998年10月 JTB編集發行。
3. ↑  太田幸夫.  1. 札幌市: 富士コンテム. 2004-02-29: 194. ISBN 4-89391-549-5 （日语）.
4. ↑  國土地理院 地圖、航空相片參閲服務 1963年（昭和38年）撮影航空写真 MHO6310X-C9-14（日語）。